# Erik Körning
Erik Mattsson Körning, död 30 augusti 1599, var en svensk ämbetsman.

## Biografi
Erik Körning var son till Matts Körning av adetsäten Körning och Brita Kuse. Han var 1568 sekreterare åt kung Johan III och blev 18 februari 1581 slottsloven på Stockholms slott. Körning blev kommissarie 1592 för krigsfolket i Dalarna. Han avled 1599 och begravdes i Jäders kyrka.
Körning ägde gårdarna Almby i Jäders socken, Nora, Aspvik och Brogård i Bro socken.

### Familj
Körning gifte sig första gången 27 september 1584 på Hagelsrum i Målilla församling med Kerstin Hand (död 1591). Hon var dotter till fältöversten Knut Håkansson (Hand) och Märta Drake. De fick tillsammans barnen Brita Körning (död 1642) som var gift med löjtnanten Christer Drake af Torp och Hamra, Carin Körning som var gift med kapellmästaren Ludwig Bille och Christina Körning som var gift med assessorn Björn Månesköld af Seglinge.
Körning gifte sig andra gången 6 juli 1594 på Brogård med Cecilia Andersdotter. Hon var dotter till ståthållaren Anders Sigfridsson Rålamb och Anna Butz (Store). De fick tillsammans barnen kaptenen Carl Körning (1595–1641), översten Anders Körning (död 1639) vid ett norrländskt regemente och Anna Körning som var gift med häradshövdingen Per Månesköld af Seglinge. Efter Körnings död gifte Cecilia Andersdotter om sig med häradshövdingen Johan Carlsson Månesköld af Seglinge.